# Saint-Saturnin, Sarthe

Saint-Saturnin este o comună în departamentul Sarthe, Franța. În 2009 avea o populație de 2,341 de locuitori.